# 28 Wohnsitze

Die achtundzwanzig Wohnsitze der chinesischen Astronomie (Osten ist links, Norden oben)

Die 28 Wohnsitze (Chinesisch:二十八宿; Pinyin: Èrshíbā Xiù), auch xiu oder hsiu genannt, sind Teil des Systems der Chinesischen Sternenkonstellationen. Sie können als Äquivalent zu den Tierkreiskonstellationen in der westlichen Astronomie betrachtet werden, obwohl die 28 Wohnsitze die Bewegung des Mondes durch einen siderischen Monat und nicht die der Sonne in einem tropischen Jahr widerspiegeln.
Das System der Mondhäuser war auch in anderen Teilen Ostasiens gebräuchlich, etwa im alten Japan; im Bansenshūkai, das von Fujibayashi Yasutake verfasst wurde, wird das System mehrmals erwähnt und enthält eine Abbildung der achtundzwanzig Wohnsitze.

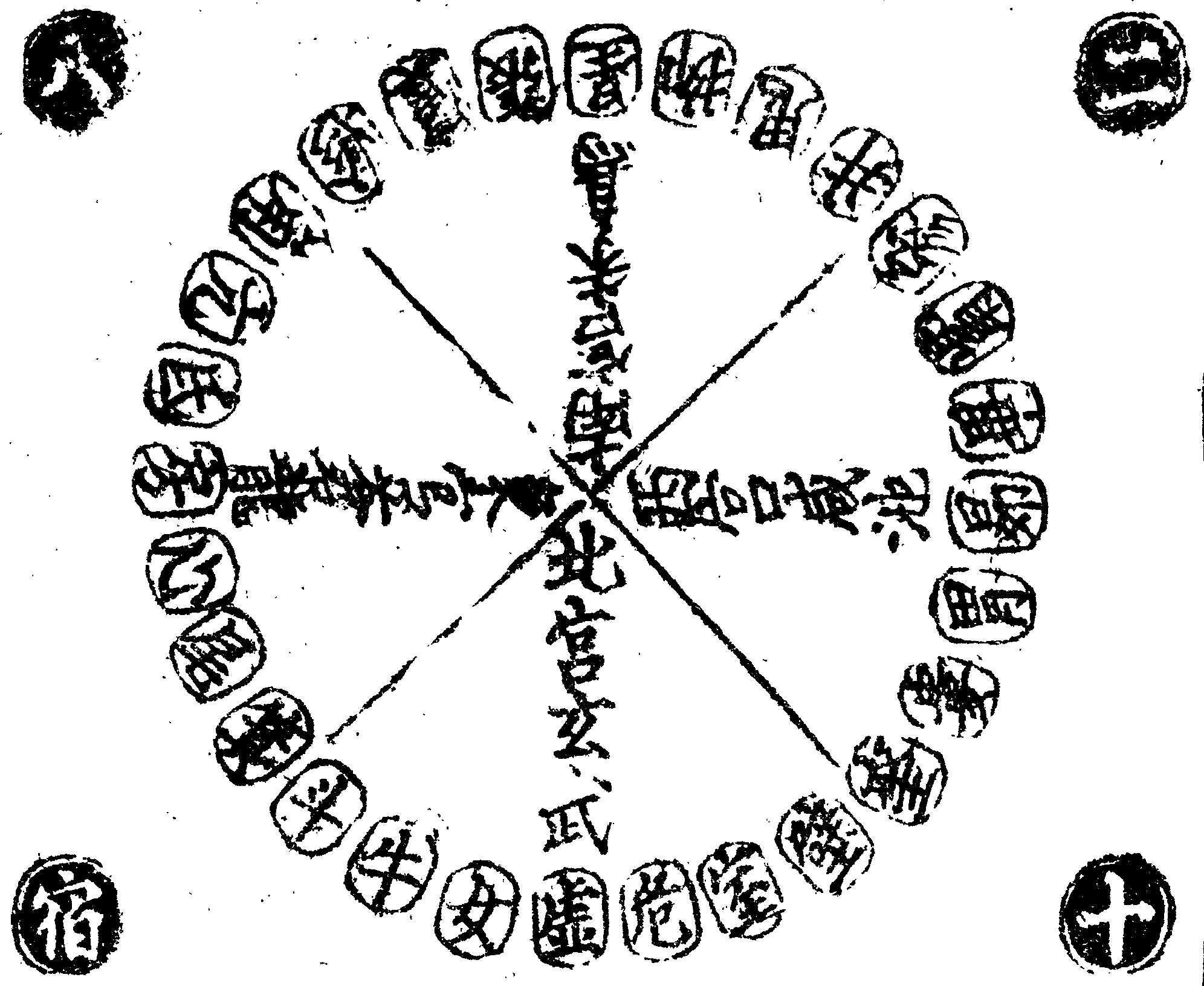
Illustration der 28 Herrenhäuser aus dem Shilin Guangji von Chen Yuanjing aus der Yuan-Dynastie

Antike chinesische Horoskop-Karten

Ein ähnliches System, genannt Nakshatra, wird in der traditionellen indischen Astronomie verwendet.

## Überblick
Die alten chinesischen Astronomen teilten die Ekliptik des Himmels in vier Regionen ein, die als die Vier Symbole bekannt sind und denen jeweils ein geheimnisvolles Tier zugeordnet ist. Sie sind der Blaue Drache (青龍) im Osten, die Schwarze Schildkröte (玄武) im Norden, der Weiße Tiger (白虎) im Westen und der Roter Vogel (朱雀) im Süden. In jeder Region gibt es sieben Häuser, insgesamt also 28 Häuser. Diese Herrenhäuser oder xiù entsprechen den Längengraden entlang der Ekliptik, die der Mond auf seiner 27,32-tägigen Reise um die Erde durchquert, und dienen dazu, den Weg des Mondes zu verfolgen. Im Daoismus werden sie mit den 28 chinesischen Generälen in Verbindung gebracht.
Die 28 Wohnsitze werden den „Vier Symbolen“ (= vier Himmelsrichtungen) zugeordnet (jeweils 7 Wohnsitze). Diese Symbole oder auch Vier Wundertiere 四象,  Sì Xiàng sind:

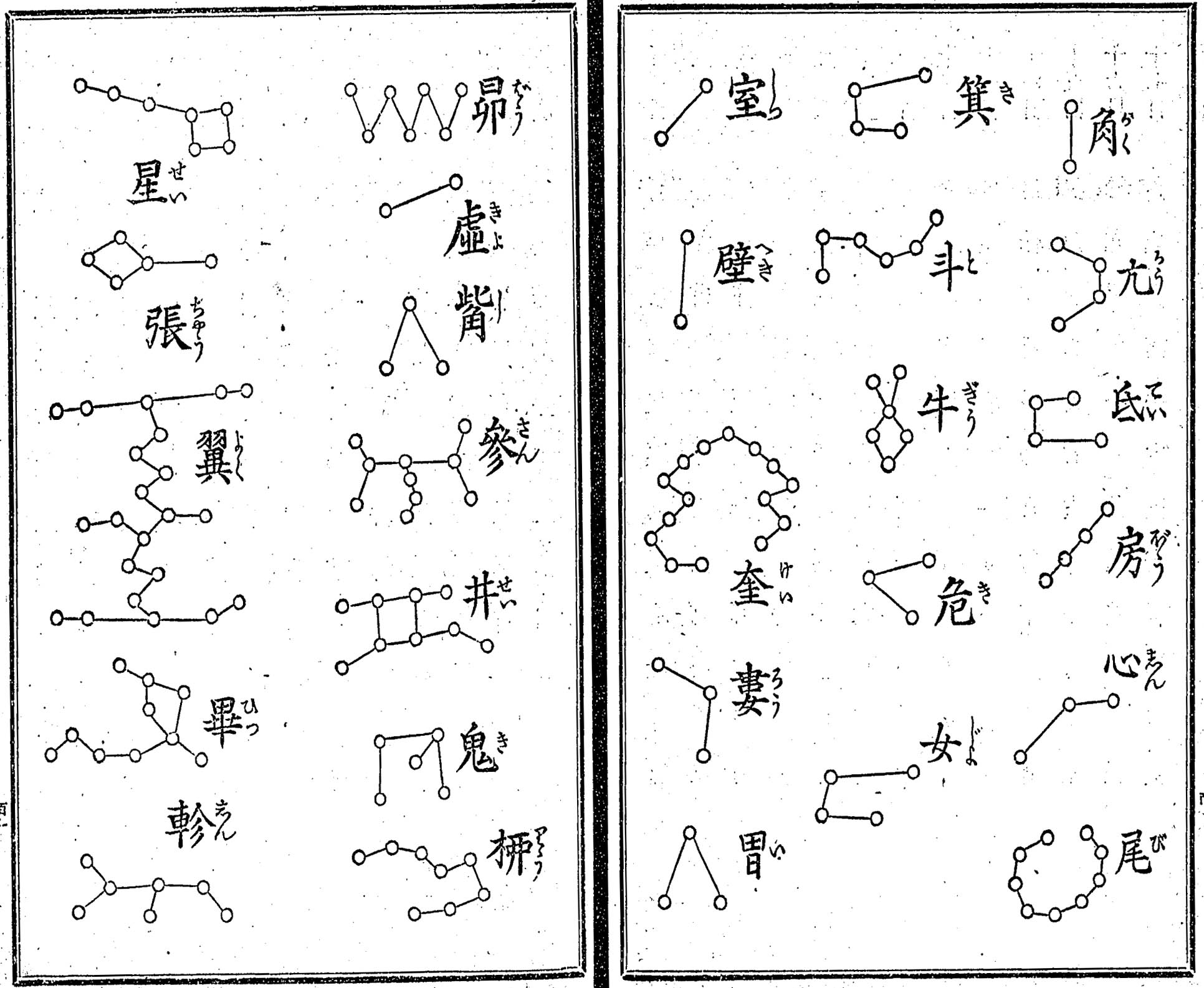
二十八星宿

- 二十八星宿der „Blaue Drache des Ostens“, 東方青龍 / 东方青龙,  Dōngfāng Qīnglóng,
- der „Rote Vogel des Südens“, 南方朱雀,  Nánfāng Zhūquè,
- der „Weiße Tiger des Westens“ 西方白虎,  Xīfāng Báihǔ, und
- die „Schwarze Schildkröte des Nordens“ 北方玄武,  Běifāng Xuánwǔ.

Die aus dem chinesischen Horoskop bekannten „Sternzeichen“, die zwölf Erdzweige, haben am Himmel kein Äquivalent als Sternbilder.

Darstellung der Fünf Sterne und 28 Wohnsitze aus der späten Sui- bis frühen Tang-Dynastie, von Liang Lingzan (梁令瓒)

## Liste der Wohnsitze
Die Bezeichnungen und die regierenden Sterne sind:
| Vier Symbole Vier Wundertiere (四象, Sì Xiàng)                             | Wohnsitze / Mondstationen (宿) | Wohnsitze / Mondstationen (宿)       | Wohnsitze / Mondstationen (宿) | Wohnsitze / Mondstationen (宿) |
| Vier Symbole Vier Wundertiere (四象, Sì Xiàng)                             | Nr.                            | Name (pinyin)                        | Übersetzung                    | Regierender Stern              |
| -------------------------------------------------------------------------- | ------------------------------ | ------------------------------------ | ------------------------------ | ------------------------------ |
| Blauer Drache des Ostens (東方青龍 / 东方青龙, Dōngfāng Qīnglóng) Frühling |                                |                                      |                                |                                |
| 1                                                                          | 角 (Jiăo)                      | Horn                                 | α Vir                          |                                |
| 2                                                                          | 亢 (Kàng)                      | Nacken                               | κ Vir                          |                                |
| 3                                                                          | 氐 (Dĭ)                        | Wurzel                               | α Lib                          |                                |
| 4                                                                          | 房 (Fáng)                      | Haus                                 | π Sco                          |                                |
| 5                                                                          | 心 (Xīn)                       | Herz                                 | σ Sco                          |                                |
| 6                                                                          | 尾 (Wěi)                       | Schwanz                              | μ Sco                          |                                |
| 7                                                                          | 箕 (Jī)                        | Kornschwinge                         | γ Sgr                          |                                |
| Schwarze Schildkröte des Nordens (北方玄武, Běifāng Xuánwǔ) Winter         |                                |                                      |                                |                                |
| 8                                                                          | 斗 (Dǒu)                       | (Südlicher) Wagen/Schöpflöffel/Kelle | φ Sgr                          |                                |
| 9                                                                          | 牛 (Niú)                       | Ochse                                | β Cap                          |                                |
| 10                                                                         | 女 (Nǚ)                        | Mädchen                              | ε Aqr                          |                                |
| 11                                                                         | 虛 (Xū)                        | Leere                                | β Aqr                          |                                |
| 12                                                                         | 危 (Wēi)                       | Giebel/Hausdach                      | α Aqr                          |                                |
| 13                                                                         | 室 (Shì)                       | Feldlager                            | α Peg                          |                                |
| 14                                                                         | 壁 (Bì)                        | Mauer/Klippe/Steilwand               | γ Peg                          |                                |
| Weißer Tiger des Westens (西方白虎, Xīfāng Báihǔ) Herbst                   |                                |                                      |                                |                                |
| 15                                                                         | 奎 (Kuí)                       | Füße/Beine                           | η And                          |                                |
| 16                                                                         | 婁 / 娄 (Lóu)                  | Band                                 | β Ari                          |                                |
| 17                                                                         | 胃 (Wèi)                       | Magen                                | 35 Ari                         |                                |
| 18                                                                         | 昴 (Mǎo)                       | Wuschelkopf/Haariger Kopf            | 17 Tau                         |                                |
| 19                                                                         | 畢 / 毕 (Bì)                   | Netz                                 | ε Tau                          |                                |
| 20                                                                         | 觜 (Zī)                        | Schildkrötenschnabel                 | λ Ori                          |                                |
| 21                                                                         | 參 / 参 (Shēn)                 | Dreigestirn                          | ζ Ori                          |                                |
| Roter Vogel des Südens (南方朱雀, Nánfāng Zhūquè) Sommer                   | 22                             | 井 (Jǐng)                            | Quell(e)/Brunnen               | μ Gem                          |
| Roter Vogel des Südens (南方朱雀, Nánfāng Zhūquè) Sommer                   | 23                             | 鬼 (Guǐ)                             | Geister/tote Seelen            | θ Cnc                          |
| Roter Vogel des Südens (南方朱雀, Nánfāng Zhūquè) Sommer                   | 24                             | 柳 (Liǔ)                             | Weide(nbaum)                   | δ Hya                          |
| Roter Vogel des Südens (南方朱雀, Nánfāng Zhūquè) Sommer                   | 25                             | 星 (Xīng)                            | Sterne                         | α Hya                          |
| Roter Vogel des Südens (南方朱雀, Nánfāng Zhūquè) Sommer                   | 26                             | 張 / 张 (Zhāng)                      | Ausgebreitetes Netz            | υ¹ Hya                         |
| Roter Vogel des Südens (南方朱雀, Nánfāng Zhūquè) Sommer                   | 27                             | 翼 (Yì)                              | Flügel                         | α Crt                          |
| Roter Vogel des Südens (南方朱雀, Nánfāng Zhūquè) Sommer                   | 28                             | 軫 / 轸 (Zhěn)                       | Streitwagen                    | γ Crv                          |